# Lipanj
Lipanj (lat. junius) šesti je 
mjesec godine po gregorijanskom kalendaru. Ima 30 dana.

## Etimologija riječi
U slavenskim jezicima, lipanj je dobio ime po stablu lipi koje u tom mjesecu cvate. U poljskom jeziku postoji sličan naziv (lipiec), ali označuje hrvatski srpanj. Litavski jezik također poznaje naziv liepa za srpanj. Ostali hrvatski nazivi za ovaj mjesec rabljeni su u različitim krajevima, a obuhvaćaju nazive: ivanščak (po blagdanu sv. Ivana Krstitelja, 24. lipnja), klasen, rožencvet.
Latinsko ime je dobio od latinskog (Iunius). Tim imenom su ga nazvali po rimskoj boginji i kraljici neba, te zaštitnici vjenčanja - Junoni (Iuno), ženi Jupitera. U Rimskom kalendaru bio je četvrti mjesec.

## Pobožnost mjeseca lipnja
Mjesec lipanj u rimokatoličkoj je tradiciji posvećen Presvetom Srcu Isusovu; blagdan Presvetog Srca Isusova slavi se u petak nakon blagdana Tijelova.

## Vanjske poveznice

### Sestrinski projekti
|  | Zajednički poslužitelj ima stranicu o temi Prikazi mjeseca    |
|  | Zajednički poslužitelj ima još gradiva o temi Prikazi mjeseca |
|  | Wječnik ima rječničku natuknicu lipanj                        |

### Wiki rječnik
- Imena u raznim jezicima: wiki rječnik (engl.)